# RoboCop: Prime Directives
RoboCop: Prime Directives é uma minissérie de televisão canadense de ficção científica cyberpunk, dividida em quatro partes, que foi ao ar em 2001. Produzida pela Fireworks Entertainment e dirigida por Julian Grant, a série foi concebida como um retorno às raízes sombrias e adultas do filme original de 1987, distanciando-se do tom mais ameno de suas sequências e de outras adaptações para a TV.
Ambientada dez anos após os eventos do primeiro filme, a minissérie apresenta uma Delta City (anteriormente Detroit) supostamente pacificada e um RoboCop considerado obsoleto. A narrativa explora temas de decadência, identidade, corrupção corporativa e a luta psicológica de um herói envelhecido. A série estabelece uma continuidade alternativa, ignorando amplamente os eventos de RoboCop 2, RoboCop 3 e da série de TV de 1994, fazendo apenas referências pontuais a eles.[carece de fontes?] Com uma atmosfera mais cínica e uma trama complexa, Prime Directives oferece uma visão aprofundada da psique de Alex Murphy e do mundo distópico da OCP.

## Elenco principal
- Page Fletcher como Oficial Alex J. Murphy / RoboCop[3]
- Maurice Dean Wint como Oficial John Terrence Cable / RoboCable[4]
- Maria del Mar como Sara Cable
- Geraint Wyn Davies como David Kaydick
- Leslie Hope como Ann R. Key
- Anthony Lemke como James Murphy
- Kevin Jubinville como Damian Lowe
- David Fraser como Ed Hobley
- Meg Hogarth como Dra. Colleen Frost
- Eugene Clark como Carver
- Marni Thompson como Abby Normal
- Françoise Yip como Lexx Icon
- Richard Fitzpatrick como Albert Bixler / Bone Machine
- Tedde Moore como "A Velha", Presidente da OCP

## Contexto e desenvolvimento
A minissérie foi produzida pela Fireworks Entertainment após a empresa adquirir os direitos televisivos da franquia RoboCop. Com o vencimento desses direitos se aproximando, a decisão foi criar um evento televisivo em quatro partes, em vez de uma série contínua. O diretor Julian Grant, um fã do filme de Paul Verhoeven, teve como visão explícita resgatar a violência gráfica e a sátira social sombria do original. Ele sentia que as sequências e as séries anteriores haviam diluído a essência do personagem para atingir um público mais amplo.
O roteiro, escrito por Brad Abraham, reintroduz a OCP (Omni Consumer Products) como uma força dominante, mas à beira da falência, e explora o que aconteceria com RoboCop uma década depois de sua criação. A produção operou com um orçamento significativamente limitado em comparação com os filmes, o que influenciou a estética da série, resultando em efeitos especiais mais práticos e um visual mais cru e urbano, filmado em Toronto, Canadá. Essa restrição financeira, no entanto, reforçou a atmosfera de decadência e realismo que os criadores buscavam.

## Enredo
A trama se desdobra ao longo de quatro episódios, cada um funcionando como um capítulo de uma história contínua.

### Dark Justice(Justiça Sombria)
Dez anos se passaram. Delta City é considerada a "Cidade Mais Segura do Planeta", e o RoboCop (Page Fletcher) é visto como uma relíquia de uma era violenta. Atormentado por memórias e pela solidão, ele lida com a obsolescência e a aparente inutilidade. Seu filho, James Murphy, agora é um executivo da OCP, ignorante sobre o destino de seu pai. O retorno de John T. Cable (Maurice Dean Wint), ex-parceiro de Murphy na polícia, como novo comandante de segurança da OCP, traz à tona tensões do passado. Enquanto isso, um novo e sádico vilão conhecido como "Bone Machine" aterroriza a cidade. Para desacreditar RoboCop, o ambicioso executivo da OCP, Damian Lowe, hackeia o sistema de Murphy e insere uma nova diretiva: "Exterminar John Cable". Incapaz de resistir à programação, RoboCop caça e mata seu antigo parceiro, um ato que o deixa ainda mais fraturado psicologicamente, mas que paradoxalmente o leva a deter Bone Machine.

### Meltdown(Colapso)
Assombrado pela culpa da morte de Cable, Murphy se torna um fugitivo. No entanto, a OCP, sob a influência da viúva de Cable, Sara, e de um consórcio secreto conhecido como "The Trust", recupera o corpo de Cable. Usando a mesma tecnologia que criou RoboCop, eles o ressuscitam como um novo e mais avançado cyborg, apelidado de "RoboCable". Com um chassi preto e armado com duas pistolas, RoboCable é ativado com a missão de destruir o RoboCop original. A OCP o apresenta como a substituição superior, iniciando uma caçada implacável. O confronto entre os dois ciborgues é inevitável, culminando em uma batalha brutal nas ruas de Delta City que espelha um duelo de faroeste futurista.

### Resurrection(Ressurreição)
Gravemente danificados após a batalha, Murphy e Cable se refugiam nas ruínas da Velha Detroit para escapar de um esquadrão de "RoboHunters" enviado pela OCP. Eles são separados e resgatados por grupos distintos. Murphy é encontrado por um grupo de dissidentes anti-OCP liderados pela cientista Ann R. Key, que o repara e tenta restaurar sua humanidade. Cable, por outro lado, cai nas mãos de David Kaydick, um cientista genial e ecoterrorista que o repara, mas implanta um dispositivo de controle para forçá-lo a obedecer suas ordens. O plano de Kaydick é usar um vírus biotecnológico chamado "Legion" para erradicar toda a vida, humana e digital.

### Crash & Burn(Destruir e Incinerar)
Delta City está a 24 horas de ser totalmente automatizada pelo SAINT, um supercomputador de inteligência artificial da OCP. Kaydick planeja usar a ativação do SAINT para disseminar o vírus Legion em escala global. RoboCop, agora aliado aos dissidentes e a seu próprio filho, James (que finalmente descobre a verdade), corre contra o tempo para impedir o apocalipse. Cable, sob o controle de Kaydick, é forçado a confrontar Murphy novamente. Em um clímax tenso dentro da Torre da OCP, a humanidade de Cable ressurge momentaneamente, e ele se sacrifica para deter o plano. RoboCop consegue desativar o SAINT, e com suas diretivas de programação apagadas, ele finalmente se reconcilia com sua identidade como Alex Murphy, livre para seguir seus próprios princípios de justiça.

## Análise temática

### Obsolescência e decadência
Um tema central da minissérie é a obsolescência, tanto tecnológica quanto humana. RoboCop não é mais o auge da tecnologia; ele é uma máquina envelhecida, com partes que rangem e um sistema que pode ser hackeado. Essa decadência física espelha seu estado psicológico: ele é um homem preso em uma era passada, assombrado por um mundo que seguiu em frente. A própria Delta City, apesar de sua fachada de segurança, é mostrada como um lugar corroído por dentro, com suas fundações (a Velha Detroit) em ruínas.

### Humanidade e identidade
Prime Directives aprofunda a exploração da dualidade de Alex Murphy. Diferente das sequências do cinema, aqui vemos um Murphy que luta abertamente com a depressão e a solidão. A performance de Page Fletcher transmite um cansaço existencial. A criação de RoboCable serve como um espelho sombrio para Murphy: Cable representa o que Murphy poderia ter se tornado, uma máquina de vingança sem a âncora de sua humanidade. O conflito entre eles é, em essência, a luta de Murphy com sua própria identidade.

### Corrupção corporativa
A OCP continua sendo o principal vetor de sátira social. No entanto, a abordagem é menos cômica e mais sinistra. Os executivos como Damian Lowe não são apenas gananciosos; eles são sociopatas dispostos a assassinar todo o conselho de administração para ganhar poder. A série critica a desumanização inerente à lógica corporativa, onde seres humanos como Murphy e Cable são meros "produtos" a serem utilizados, atualizados ou descartados.

## Produção

### Estilo visual e direção
Julian Grant optou por uma abordagem visual crua e sombria, utilizando a paisagem urbana de Toronto para criar a atmosfera de uma cidade em declínio. A cinematografia de Gerald R. Goozee emprega uma iluminação de baixo contraste e enquadramentos que enfatizam a solidão de RoboCop em meio a uma arquitetura fria e impessoal. O estilo de direção evita o espetáculo polido dos blockbusters, favorecendo uma sensação de realismo corajoso, quase documental.

### Efeitos especiais e trilha sonora
Com um orçamento limitado, os efeitos especiais dependem muito de soluções práticas. O traje do RoboCop foi redesenhado com uma aparência mais desgastada. Os tiroteios e explosões são viscerais, mas em menor escala que nos filmes. A recepção aos efeitos foi mista, com alguns críticos considerando-os datados, enquanto outros sentiram que o aspecto "barato" contribuía para o charme de filme B da série. A trilha sonora, composta por Norman Orenstein, é notável por se afastar do tema icônico de Basil Poledouris, adotando em seu lugar um som inspirado em Ennio Morricone e nos faroestes spaghetti, o que acentua o tema do pistoleiro solitário.

## Recepção
A recepção de RoboCop: Prime Directives foi polarizada. No Rotten Tomatoes, a série possui uma rara pontuação de 20% com base em críticas.[carece de fontes?] Os críticos e o público se dividiram drasticamente.
Uma parte dos fãs elogiou a minissérie por sua coragem em retornar ao tom sombrio e filosófico do original. A performance de Page Fletcher como um RoboCop vulnerável e cansado foi frequentemente destacada como um ponto alto, assim como a profundidade dada ao seu conflito psicológico. O tom de faroeste futurista e a trama complexa também foram apreciados por aqueles que buscavam uma abordagem mais madura.
Por outro lado, muitos criticaram duramente a produção por seu baixo orçamento visível, ritmo lento e o que foi percebido como uma trama excessivamente complicada. Os efeitos especiais foram um alvo comum de desdém, e alguns espectadores acharam a narrativa arrastada, especialmente quando comparada à ação incessante dos filmes. A decisão de substituir o tema musical clássico também foi controversa. No geral, é considerada uma entrada fascinante, mas falha e divisiva na franquia.